# 대한예수교장로회총회 고려학원
학교법인 대한예수교장로회 총회 고려학원(學校法人 大韓예수敎長老會 總會 高麗學園)은 고신대학교 등을 산하기관으로 두고있는 대한민국의 사립 학교법인이다. 부산광역시 서구에 위치하고 있다.

## 연혁
- 1967년 5월 17일: 학교법인 대한예수교장로회 총회 고려학원 설립
- 1970년 12월 31일: 고신대학(고신대학교) 설립

## 구성

### 고신대학교
고신대학교는 1946년 설립된 고려신학원을 모태로 두는 대학이다. 1970년 고신대학으로 개편되었으며, 1993년부터 현재 교명을 사용하고 있다.

#### 고려신학대학원
고려신학대학원 혹은 고신대학교 신학대학원은 고신대학교 산하 특수대학원이다. 1980년 설립되어 현재에 이르고 있다.